# Fernando Melgar
Fernando Melgar Conde (Chincha Baja, 30 de mayo de 1885 - Lima, 1974) fue un militar, aviador y político peruano, que llegó a ostentar el grado de general de aviación del Cuerpo Aeronáutico del Perú (CAP), antecesora de la Fuerza Aérea del Perú (FAP). Fue el primer titular del ministerio de Aeronáutica, durante el primer gobierno de Manuel Prado Ugarteche, de 1943 a 1945.

## Biografía
Nació en Chincha Baja, siendo sus padres Pedro Melgar y Clorinda Conde. Su abuelo paterno, José Fabio Melgar Valdivieso (hermano menor del poeta y mártir patriota Mariano Melgar), fue político y varias veces ministro de Estado en el siglo XIX. Uno de sus hermanos fue Mariano Melgar Conde, que llegó a ser contralmirante de la Armada Peruana y ministro de Marina en 1948.
Cursó sus estudios escolares en el Colegio Sagrados Corazones Recoleta y luego ingresó a la Escuela Nacional de Ingenieros. Dos años después, ingresó a la división superior de la Escuela Militar de Chorrillos, de donde egresó en 1906 como oficial de infantería, recibiendo la espada de honor.
Viajó a Europa para hacer estudios de perfeccionamiento. Durante tres años prestó servicios en escuelas y unidades del ejército francés. También fue comisionado por el gobierno peruano para comprar  armamentos en Alemania, Austria y Bélgica. En uno de esos viajes conoció a la chilena Esther Escuti Rojas, con quien se casó en 1911.
En 1910 regresó al Perú con motivo del amenaza de guerra con Ecuador y se presentó en Chiclayo. Fue destacado en comisiones secretas en los ríos Santiago, Morona y Pastaza, en la frontera con Ecuador.
Ascendido a capitán, ejerció como adjunto al director de la Escuela Superior de Guerra, así como instructor y profesor de la división superior de la Escuela Militar de Chorrillos. En 1915 pasó a ser ayudante de campo o edecán del presidente de la República José Pardo y Barreda, hasta 1919, cuando pasó a disponibilidad, tras el inicio del Oncenio de Leguía.
En 1925 volvió al servicio activo y fue nombrado jefe de Administración del Servicio de Aviación, ingresando a la vez como oficial alumno a la Escuela de Aviación de Las Palmas, donde obtuvo su licencia de piloto aviador militar y su ascenso a teniente coronel en 1928.
Fue director de la Escuela Militar de Aviación Jorge Chávez, de 1929 a 1931; así como impulsor de importantes hitos del desarrollo del arma de la aviación en el Perú: la ley que unificó las fuerzas aéreas en un cuerpo único, llamado Cuerpo Aeronáutico del Perú (CAP), antecesora de la Fuerza Aérea del Perú (FAP); la transformación del antiguo ministerio de Marina en ministerio de Marina y Aviación en 1929; la militarización del personal de mecánicos y especialistas de aviación; así como el inicio de la organización del cuerpo de paracaidistas, cuya primera prueba en el país se realizó en 1927.
Fue acreditado como adjunto militar y aéreo en Bolivia. Asistió como observador neutral del teatro de operaciones de la guerra del Chaco. Luego pasó a ser agregado militar y aeronáutico en Brasil. Formó parte de la delegación peruana ante la conferencia de consolidación de la paz, realizada en Buenos Aires en 1936; y representó al Perú en la conferencia de paz del Chaco. Recibió una medalla especial por sus servicios prestados. Representó también al Perú en diversas conferencias internacionales sobre aeronáutica, aviación sanitaria, cruz roja, meteorología y servicios radioeléctricos.
De regreso al Perú, y ya con el grado de coronel, fue nombrado jefe de la Casa Militar del presidente Manuel Prado en 1939. Estando en el ejercicio de tal función, fue ascendido por el Congreso de la República al máximo grado de general de Aviación, en diciembre de 1940, siendo uno de los dos oficiales de Aviación que recibieron por primera vez ese alto rango (el otro era Federico Recavarren Cisneros).
Fue enviado como representante del Perú a la transmisión de mando presidencial de Ecuador en 1940, y acompañó al presidente Prado en sus visitas oficiales a Estados Unidos, Cuba, Panamá, Venezuela y Colombia.
El presidente Prado le encomendó la organización del ministerio de Aeronáutica, que fue creado por ley N.° 9416, del 22 de febrero de 1941, pero cuya ejecución se postergó, debido al estallido de la guerra con el Ecuador. Pasado este suceso, se dio cumplimiento a la ley y surgió el ministerio de Aeronáutica, desprendido del ministerio de Marina y Aviación. Melgar fue nombrado como su primer titular, el 3 de enero de 1943, juramentando al día siguiente, y sumándose así al gabinete ministerial presidido por Alfredo Solf y Muro.
Fue ratificado en su cargo de ministro tras la crisis ministerial del 9 de diciembre de 1944, que encumbró a Julio East como nuevo jefe del Consejo de Ministros. Tuvo que enfrentar personalmente una rebelión militar orquestada por los apristas en la Base Aeronaval de Ancón, en marzo de 1945. Continuó siendo ministro hasta el término del gobierno de Prado, en julio de 1945.
Fue presidente del Aéreo Club del Perú (1940-1941); miembro del Consejo Superior de Aeronáutica; y fundador de la Liga Nacional de Aviación.
Falleció en 1974 a la edad de 89 años.

## Condecoraciones y reconocimientos
Fue condecorado por Francia, España y varios países de América.
Por haber gestionado en 1943 la inauguración de la Academia de Fuerzas Aéreas Interamericanas de la Zona del Canal de Panamá, en 1972 fue considerado “Padre de la Escuela”, y distinguido con una placa recordatoria por el coronel USDAF Harold P.G.H. Thomas.